# Katsuyori Shibata
Katsuyori Shibata (柴田 勝頼, Shibata Katsuyori) (né le 17 novembre 1979 à Kuwana) est un ancien pratiquant d'arts martiaux mixtes et un catcheur (lutteur professionnel) japonais. Il travaille à la All Elite Wrestling, sous le même nom, où il est l'actuel champion du monde Trios avec Samoa Joe et Powerhouse Hobbs.
Fils d'un catcheur de la New Japan Pro Wrestling, il entre au dojo de cette fédération et effectue ses premiers combats fin 1999 dans la catégorie des poids lourd junior. En avril 2000, il blesse gravement Masakazu Fukuda au cours d'un match et ce dernier meurt quelques jours plus tard. Il passe dans la catégorie des poids lourd en 2003 et quitte cette fédération en 2005 pour devenir combattant d'arts martiaux mixtes.
il ne connait pas le succès escompté comme combattant d'arts martiaux mixtes avec 11 défaites en 16 combats.
Il retourne à la New Japan Pro Wrestling et remporte une fois le championnat par équipe International Wrestling Grand Prix avec Hirooki Goto et trois fois le NEVER Openweight Championship.

## Jeunesse
Shibata est le fils du catcheur Katsuhisa Shibata. Il fait partie de l'équipe de lutte de son lycée.

## Carrière

### New Japan Pro Wrestling (1999-2005)
Shibata entre au dojo de la New Japan Pro Wrestling où il s'entraine auprès de Kazushi Sakuraba. Il côtoie à l'entrainement Shinsuke Nakamura et Hiroshi Tanahashi. Il perd son premier combat le 10 octobre 1999 face à Wataru Inoue.
En avril 2000, il participe a un tournoi Young Lion Cup où il blesse gravement Masakazu Fukuda. Fukuda se retrouve dans le coma avant de mourir le 19 avril. Il termine 3e de la phase de groupe de ce tournoi avec trois victoires.
Il a deux matchs de championnat en 2001 : d'abord avec Wataru Inoue pour le championnat par équipes poids lourd junior International Wrestling Grand Prix (IWGP) le 16 septembre le championnat poids lourd junior IWGP le 28 octobre,. Dans les deux cas Gedo et Jado (en) ainsi que Kendo Kashin conservent leur titres.
Il devient un membre du clan  Makai Club en 2003 et passe dans la catégorie des poids lourd cette année-là. Il participe au tournoi G1 Climax en août et termine 3e  de la phase de groupe avec deux victoires, deux défaites et une égalité.

### Retour à la New Japan Pro Wrestling (2012-2023)
Le 12 août 2012, Shibata revient à la NJPW en étant associé à Kazushi Sakuraba au sein de l'équipe Laughter7. Lors de Wrestle Kingdom 7 in Tokyo Dome, il perd contre Togi Makabe.
Il échoue ensuite aux portes des demi-finales du G1 Climax à la suite d'une défaite contre Hiroshi Tanahashi. Lors du show inaugural de la fédération de Keiji Mutō, la Wrestle-1, le 8 septembre, lui et Kazushi Sakuraba battent Masakatsu Funaki et Masayuki Kōno. Le 7 décembre, il retourne à la Pro Wrestling Noah et bat Maybach Taniguchi.
Shibata a également exprimé son intérêt à un match pour le IWGP Heavyweight Championship, mais le champion en titre Kazuchika Okada lui dit que pour avoir son match de championnat, il devra remporter la New Japan Cup 2014. Afin de gagner le tournoi, Shibata a annoncé qu'il ramenait son ancienne prise de finition l'Octopus hold. Il échoue cependant à remporter le tournoi à la suite de sa défaite contre Shelton X Benjamin lors du second tour. Lors d'Invasion Attack 2014, lui et Hirooki Goto perdent contre Bullet Club (Doc Gallows et Karl Anderson) et ne remportent pas les IWGP Tag Team Championship,.
Lors de Power Struggle 2014, il perd contre Shinsuke Nakamura et ne remporte pas le IWGP Intercontinental Championship. Il participe ensuite au World Tag League 2014 avec Hirooki Goto, où ils remportent quatre de leur matchs et terminent premiers de leur bloc et se qualifient pour la finale. Le 7 décembre, ils battent Bullet Club (Doc Gallows et Karl Anderson) en finale et remportent le World Tag League 2014. Lors de Wrestle Kingdom 9, ils battent Bullet Club (Doc Gallows et Karl Anderson) et remportent les IWGP Tag Team Championship,. Lors de The New Beginning in Osaka, ils perdent les titres contre Bullet Club (Doc Gallows et Karl Anderson),.
Le 4 janvier 2016, au cours de Wrestle Kingdom 10, il bat Tomohiro Ishii et remporte le NEVER Openweight Championship. Lors de The New Beginning in Osaka, il conserve son titre contre Tomohiro Ishii. Le 19 mars, il conserve son titre contre Satoshi Kojima. Lors d'Invasion Attack 2016, il conserve son titre contre Hiroyoshi Tenzan. Lors de Wrestling Dontaku 2016, il perd le titre contre Yūji Nagata. Lors de Dominion 6.19, il bat Yūji Nagata et remporte le NEVER Openweight Championship pour la deuxième fois. Le 3 juillet, il conserve son titre contre Tomoaki Honma. Le 10 juillet, lors d'un show de la Revolution Pro Wrestling (RPW) à Londres, en Angleterre, il perd contre Zack Sabre, Jr. et ne remporte pas le RPW British Heavyweight Championship. Il intègre durant fin juillet le tournoi G1 Climax, où il termine avec une fiche de cinq victoires et quatre défaites. Il ne réussit pas à se qualifier pour la finale après sa défaite contre Evil le dernier jour du tournoi. Grâce à la relation entre la ROH et la NJPW, il fait ses débuts à la Ring of Honor lors de Death Before Dishonor XIV, où il bat Silas Young. Le lendemain, il perd contre Bobby Fish et ne remporte pas le ROH World Television Championship. Lors de Destruction in Tokyo, il conserve le NEVER Openweight Championship contre Bobby Fish. Lors de King of Pro-Wrestling, il conserve son titre contre Kyle O'Reilly.
Lors de Power Struggle, il perd le titre contre Evil. 5 jours plus tard a Londres en Angleterre, durant un co-event entre la Revolution Pro Wrestling et la New Japan Pro Wrestling, il bat Zack Sabre, Jr. et remporte le RPW British Heavyweight Championship,. Le lendemain, il conserve son titre contre Chris Hero. Le 15 novembre, il bat Evil et remporte le NEVER Openweight Championship pour la troisième fois. Lors de Wrestle Kingdom 11, il perd le titre contre Hirooki Goto. Lors de RevPro High Stakes 2017, il conserve le RPW British Heavyweight Championship contre Matt Riddle. Lors de The New Beginning in Osaka, il conserve son titre contre Will Ospreay. Lors de NJPW 45th anniversary show, il perd le titre contre Zack Sabre, Jr. à cause d'une intervention de Suzuki-gun (Minoru Suzuki et Davey Boy Smith Jr.).
Lors du premier tour de la New Japan Cup 2017, il bat Minoru Suzuki. Lors du second tour, il bat Juice Robinson. Lors de la demi-finale, il bat Tomohiro Ishii. Lors de la finale, il bat Bad Luck Fale, remporte le tournoi et choisi d'affronter Kazuchika Okada pour le IWGP Heavyweight Championship. Lors de Sakura Genesis 2017, il perd contre Kazuchika Okada et ne remporte pas le IWGP Heavyweight Championship. Après l'affrontement brutal contre Okada, il s’effondre en coulisses et est conduit à l’hôpital. Les médecins lui diagnostiquent un hématome sous-dural et il doit subir une opération. Le 13 avril, le journaliste Dave Meltzer annonce que l'état de santé de Shibata est assez grave et peut être contraint d'arrêter sa carrière.

### All Elite Wrestling (2022-...)

#### Débuts, diverses rivalités, The Opps et champion du monde Trios (2022-...)
Le 4 novembre 2022 à Rampage, il fait ses débuts à la All Elite Wrestling, dispute son premier match, mais perd face à Orange Cassidy.
Le 25 juin 2023 à Forbidden Door, il ne remporte pas le titre International, rebattu par son même adversaire dans un 4-Way match qui inclut également Daniel Garcia et Zack Sabre Jr.
Le 3 septembre à All Out, Eddie Kingston et lui perdent face au Blackpool Combat Club (Claudio Castagnoli et Wheeler Yuta). 
Le 1er octobre à WrestleDream, il ne remporte pas les titres mondial de la ROH et Strong de la NJPW, battu par son partenaire. Le 23 décembre, il signe officiellement avec la compagnie.
Le 21 avril 2024 lors du pré-show à Dynasty, Orange Cassidy et lui battent Shayne Taylor Promotions (Shane Taylor et Lee Moriarty). Le 5 juin à Dynamite, il s'allie officiellement avec HOOK et Samoa Joe avec qui il forme un trio appelé The Opps. Le 30 juin à Forbidden Door, les trois catcheurs battent The Learning Tree (Chris Jericho et Big Bill) et Jeff Cobb dans un Trios match.
Le 25 août lors du pré-show à All In, Dustin Rhodes, Sammy Guevara, les Von Erichs (Marshall et Ross) et lui battent The Undisputed Kingdom (Matt Taven et Mike Bennett) et Cage of Agony (Brian Cage, Bishop Kaun et Toa Liona) dans un 10-Man Tag Team match.
Le 12 octobre à WrestleDream, il ne remporte pas le titre TNT, batu par Jack Perry. 
Le 16 avril 2025 à Dynamite, Powerhouse Hobbs, qui remplace HOOK blessé, le catcheur samoan et lui deviennent les nouveaux champions du monde Trios en battant Death Riders (Jon Moxley, Claudio Castagnoli et Wheeler Yuta) par soumission dans un Trios match et remportent les titres pour la première fois de leurs carrières. Le 25 mai à Double or Nothing, Kenny Omega, Swerve Strickland, Willow Nightingale et eux battent les Young Bucks, Marina Shafir et leurs mêmes adversaires dans un Anarchy in the Arena match.
Le 12 juillet à All In, ils conservent leurs titres en rebattant le catcheur suisse, l'ancien triple champion Pure de la ROH et en battant Gabe Kidd dans un Trios match.

## Palmarès

### En arts martiaux mixtes
| 16 combats     | 4 victoires | 11 défaites |
| Par KO         | 2           | 5           |
| Par soumission | 1           | 4           |
| Sur décision   | 1           | 2           |
| Égalités       | 1           | 1           |

| Résultat | Record | Adversaire             | Méthode                              | Événement                                                | Date              | Round | Temps | Lieu                | Notes                                                  |
| -------- | ------ | ---------------------- | ------------------------------------ | -------------------------------------------------------- | ----------------- | ----- | ----- | ------------------- | ------------------------------------------------------ |
| Défaite  | 4-11-1 | Ryuta Sakurai (en)     | TKO (punches)                        | DEEP : 55 Impact                                         | 26 août 2011      | 2     | 3:04  | Tokyo, Japon        | Dernier combat en MMA.                                 |
| Défaite  | 4-10-1 | Satoshi Ishii          | Soumission (kimura)                  | K-1 : World Max 2010 World Championship Tournament Final | 8 novembre 2010   | 1     | 3:30  | Tokyo, Japon        |                                                        |
| Défaite  | 4-9-1  | Yoshiyuki Nakanishi    | TKO (punches)                        | DEEP : 50 Impact                                         | 24 octobre 2010   | 1     | 4:06  | Tokyo, Japon        |                                                        |
| Défaite  | 4-8-1  | Young Choi             | Décision (unanime)                   | DEEP : Cage Impact 2010 in Osaka                         | 6 juin 2010       | 3     | 5:00  | Osaka, Japon        |                                                        |
| Défaite  | 4-7-1  | Hiroshi Izumi          | Décision (unanime)                   | DREAM, K-1 : Dynamite!! The Power of Courage 2009        | 31 décembre 2009  | 3     | 5:00  | Saitama, Japon      |                                                        |
| Victoire | 4-6-1  | Tokimitsu Ishizawa     | TKO (punches)                        | DREAM : Dream 12                                         | 25 octobre 2009   | 1     | 4:52  | Osaka, Japon        |                                                        |
| Victoire | 3-6-1  | Ikuhisa Minowa         | Décision (unanime)                   | DREAM : Dream 8                                          | 5 avril 2009      | 2     | 5:00  | Nagoya, Japon       |                                                        |
| Défaite  | 2-6-1  | Hayato Sakurai         | TKO (punches)                        | DREAM, K-1 : Dynamite!! 2008                             | 31 décembre 2008  | 1     | 7:01  | Saitama, Japon      |                                                        |
| Égalité  | 2-5-1  | Yasuhito Namekawa (en) | Match nul                            | DEEP : 38 Impact                                         | 23 octobre 2008   | 3     | 5:00  | Tokyo, Japon        |                                                        |
| Défaite  | 2-5    | Yoshihiro Akiyama      | Soumission Technique (Ezekiel choke) | DREAM : Dream 5: Lightweight Grand Prix 2008 Final Round | 21 juillet 2008   | 1     | 6:34  | Osaka, Japon        |                                                        |
| Défaite  | 2-4    | Jason Miller (en)      | TKO (punches)                        | DREAM : Dream 3 Lightweight Grand Prix 2008 Second Round | 11 mai 2008       | 1     | 6:57  | Saitama, Japon      | Dans le premier tour du tournoi des Middleweight 2008. |
| Défaite  | 2-3    | Heo Min Seok           | TKO (punches)                        | K-1 : Hero's 2007 in Korea                               | 28 octobre 2007   | 2     | 1:31  | Seoul, Corée du Sud |                                                        |
| Défaite  | 2-2    | Kazushi Sakuraba       | Soumission (armbar)                  | K-1 : Hero's 10                                          | 17 septembre 2007 | 1     | 6:20  | Yokohama, Japon     |                                                        |
| Défaite  | 2-1    | Ralek Gracie (en)      | Soumission (armbar)                  | K-1 : Hero's 9                                           | 16 juillet 2007   | 1     | 3:05  | Yokohama, Japon     |                                                        |
| Victoire | 2-0    | Yoshihisa Yamamoto     | TKO (punches)                        | K-1 : Hero's 8                                           | 12 mars 2007      | 1     | 0:09  | Nagoya, Japon       |                                                        |
| Victoire | 1-0    | Webster Dauphiney      | Soumission (Arm-Triangle Choke)      | JF - Jungle Fight 2                                      | 15 mai 2004       | 1     | 0:52  | Manaus, Brésil      | Premier combat en MMA.                                 |

### En catch
- New Japan Pro Wrestling

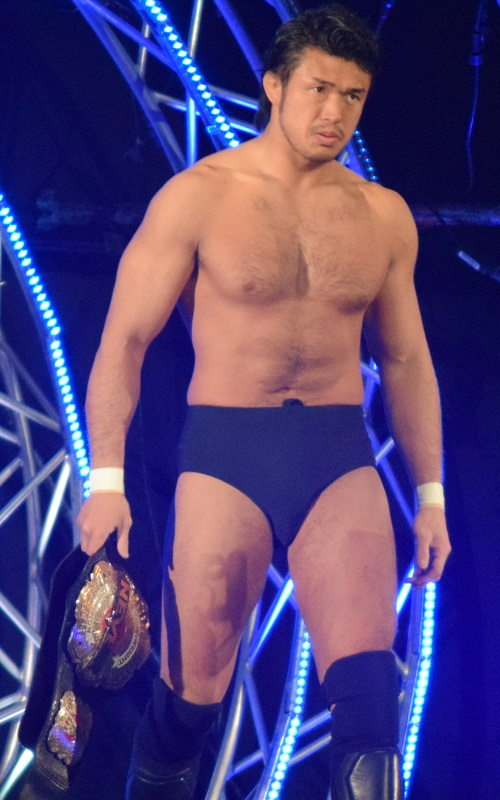
Shibata en tant que NEVER Openweight Champion

  - 1 fois IWGP Tag Team Championship avec Hirooki Goto[67]
  - 3 fois NEVER Openweight Championship[67]
  - New Japan Cup (2017)[68]
  - World Tag League (2014) avec Hirooki Goto[4]
  - Fighting Spirit Award (2004)
  - Tag Team Best Bout (2004) avec Masahiro Chono vs. Hiroyoshi Tenzan et Shinsuke Nakamura le 24 octobre

- Revolution Pro Wrestling
  - 1 fois RPW British Heavyweight Championship[40]
- Ring of Honor
  - 1 fois ROH Pure Championship (actuel)

## Récompenses des magazines
- Pro Wrestling Illustrated

| Année | 2013 | 2014 | 2015 | 2016 | 2017 | 2018 à 2022 | 2023 | 2024 |
| ----- | ---- | ---- | ---- | ---- | ---- | ----------- | ---- | ---- |
| Rang  | 187  | 174  | 123  | 35   | 23   | Non classé  | 104  | 221  |

- Tokyo Sports
  - Fighting Spirit Award (2017)

- Wrestling Observer Newsletter
  - 5 Star Match (vs. Tomohiro Ishii le 4 août 2013)
  - 5 Star Match (vs. Hiroshi Tanahashi le 21 septembre 2014)
  - Best Brawler (2013)

## Liens Externes
- « Katsuyori Shibata » (présentation), sur l'Internet Movie Database
- Ressources relatives au sport :   - CageMatch
  - Internet Wrestling Database
  - Online World of Wrestling
  - Sherdog
  - Wrestlingdata